# Cap de bour

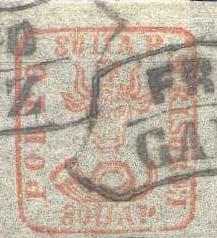
Cap de bour, 80 parale din emisiunea a doua cu stampila FRANCO GALATZ.

Capul de bour este numele filatelic al primelor mărci poștale, rare și originale în executarea sa ale Principatul Moldovei din anul 1858 (tipărite între iulie și octombrie), motiv pentru care servește un cap de bour (zimbru sau taur).

## Istoric
Din dorința de a-și afirma independența față de Imperiul Otoman, Principatul Moldovei a decis emiterea unor mărci poștale pe care era prezentată stema țării – capul de bour. Primele mărci poștale ale Principatului Moldovei au fost emise pe 15 iulie 1858. Punerea efectivă în circulație a avut loc însă o săptămână mai târziu, marți 22 iulie 1858, zi în care la Iași au fost francate cu timbre moldovenești primele 16 scrisori simple și 7 recomandate.

### Prima emisiune

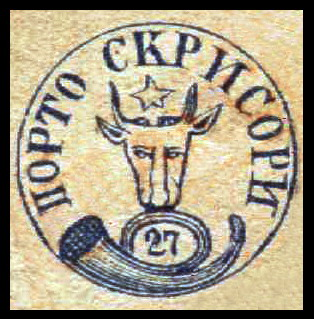
Marcă poștală de 27 parale a primei ediții

Primele mărci poștale au fost realizate la tipografia Atelia Timbrului din Iași, în timpul caimacamului Nicolae Vogoride, care a numit un comitet poștal și a chemat oameni instruiți din Austria. S-a folosit un model austriac, iar tipărirea s-a produs prin intermediul unei matrițe de oțel, cu o presă manuală, bucată cu bucată, într-un tiraj foarte mic, deoarece corespondența în Moldova era redusă.
Mărcile poștale „Cap de bour” au fost emise cu valoarea nominală, de 27, 54, 81 și 108 parale. Aceste mărci poștale au circulat o perioadă scurtă de timp, doar câteva luni, pentru că ulterior a fost schimbat tariful poștal. Mărcile poștale, care rămase nevândute, au fost retrase de pe piață la 31 octombrie 1858 și distruse. Tirajul a fost de 6.000 exemplare la 27 de parale bucata, 10.000 la 54 de parale, 2.000 la 81 de parale si 6.000 la 108 parale. Din acestea au fost vândute numai 3.691 de exemplare de 27 parale, 4.772 de 54 parale, 709 de 81 parale și 2.580 de 108 parale.
Marca poștală reproducea într-un cerc capul de bour, semn heraldic de pe stema Principatului Moldovei, un corn poștal, o stea în cinci colțuri, legenda „porto scrisori” scrisă cu litere chilirice și valoarea nominală a timbrului (27, 54, 81 sau 108 parale), amplasată în interiorul buclei de formă eliptică a goarnei poștale. Cercul avea dimensiunile de 19,5 mm la valorile de 27 și 54 de parale, 19,75 mm la valoarea de 81 parale și 20,25 mm la valoarea de 108 parale. După unii exegeți, gravorul și machetatorul mărcilor poștale „cap de bour”, ar fi fost un francez stabilit la Iași, pe nume Besaignet.

### A doua emisiune

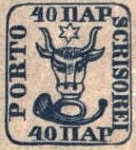
Cap de bour à 40 para, 1858

După ce a fost introdus tariful poștal unic, a fost emisă o a doua serie de mărci poștale cu „capul de bour” în noiembrie 1858, cu valorile de 5, 40 și 80 de parale. Diferențele constau în steaua cu șase colțuri, legenda „porto gazetei” și scrierea cu litere latine a valorii. Forma nu mai este rotundă, ci dreptunghiulară rotunjită ușor la colțuri. Mărcile poștale au fost tipărite tot pe hârtie străină, transparentă sau gălbuie, tot la Atelia Timbrului și au fost și ele valabile doar în Moldova. Emisiunile au încetat pe 1 mai 1862.
Tiraje. Marca de 5 parale: pe hârtie albăstruie 7.008 bucăți; pe hârtie albă sau gălbuie 16.032 bucăți; cu cadru spart pe hârtie albă și gălbuie probabil 64.000 bucăți. Marca de 40 parale: 106.032 bucăți. Marca de 80 parale: 60.072 bucăți.

## Piața filatelică
Dintre cele 24.000 de mărci poștale emise în 1858, au supraviețuit doar cele care fuseseră cumpărate și aplicate pe scrisorile trimise în Moldova și câteva care nu au ajuns la casare. Se estimează că, în prezent, pe piața filatelică nu mai sunt decât 750 de piese.
Un control al Curții de Conturi efectuat în luna octombrie 2009 la Muzeul Național Filatelic a relevat faptul că cele 215 timbre „Cap de Bour 1858”, prima emisiune, au fost înlocuite cu falsuri. Alte 660 timbre „Cap de Bour 1858” din a doua emisiune și „Principatele Unite 1862 și 1864” par a fi tot falsuri.
Un timbru cu valoarea nominală de 27 de parale, emis la data de 15 iulie 1858, a fost vândut la o licitație din octombrie 2015 cu prețul de adjudecare de 26.000 de euro.

### Cel mai scump ziar din lume

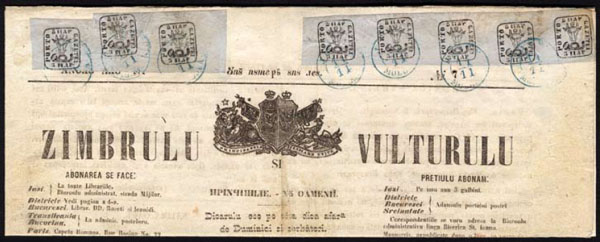

Un exemplar al ziarului Zimbrulu și Vulturulu, este francat cu opt mărci poștale „Cap de bour” (3+5). Valoarea de astăzi este de aproximativ 3 milioane de euro. Poștașul, din Iași, a lipit mărcile poștale pentru opt ziare pentru un destinatar din Galați, toate pe un singur ziar. Destinatarul a vândut ziarul unui colecționar de timbre pe bani puțini. În 1969, proprietarul de atunci al ziarului l-a prezentat, alături de colecția sa de timbre, la o expoziție mondială organizată la Sofia și a câștigat marele premiu. Ulterior, ziarul a intrat în posesia unui colecționar din Elveția. Exemplarul ziarului Zimbrulu si Vulturulu, francat cu opt mărci poștale „Cap de bour” de 5 parale, din a doua emisiune din 1858, a fost vândut, în decembrie 2006, în cursul unei licitații organizate de Casa Feldman la Geneva. Cumpărătorul, Joseph Hackmey, un colecționar din Londra de origine israeliană, a plătit un preț de 700.000 euro care, cu taxe și comisioanele aferente, a ajuns în final la 830.000 de euro.
Exemplarul este depus într-o bancă din Elveția (din februarie 2008).

## Legăturiexterne
- en The Moldavian „Bulls Head” Classics Arhivat în 1 iulie 2017, la Wayback Machine.